# Elecciones generales de España de 1813
Las elecciones generales de España de 1813 se celebraron para elegir la composición de las Cortes de Cádiz durante la Guerra de la Independencia Española.

## Sistema electoral

### Derecho a voto
Tenían derecho a voto todos los varones mayores de 21 años avencidados y residentes en la parroquia correspondiente, incluidos los eclesiásticos seculares.

### Elegibilidad
Podían ser elegidos los varones mayores de 25 años, residentes y vecinos de la circunscripción que tuvieran una renta proporcionada procediente de bienes propios.

### Método de elección
Para la elección de los diputados se utilizó el sistema de voto mayoritario en 33 circunscripciones con más de un diputado y varias con uno solo.

### Voto
Por primera vez en España, el voto fue secreto.

## Resultados
| Partido | Partido        | Escaños | Diferencia |
| ------- | -------------- | ------- | ---------- |
|         | Independientes | 203     | 70         |
| Total   | Total          | 203     | 70         |